# Thore Sörlin
Thore Sörlin (i riksdagen kallad Sörlin i Åsele), född 28 oktober 1906 i Åsele, död 12 augusti 1988 i Åsele, var en svensk slöjdlärare och socialdemokratisk politiker.
Sörlin var ledamot av riksdagens första kammare från 1955, invald i Västerbottens läns och Norrbottens läns valkrets.
Thore Sörlin var farfar till idéhistorikern Sverker Sörlin.